# Neuropeltis
Neuropeltis ist eine Pflanzengattung aus der Familie der Windengewächse (Convolvulaceae). Die etwa 14 Arten sind im westlichen Afrika und in Asien verbreitet.

## Beschreibung
Neuropeltis-Arten sind verholzende Lianen. Die wechselständig angeordneten Laubblätter sind Blattstiel und Blattspreite gegliedert. Die pergamentartige oder lederige ist einfach und der Blattrand ist ganzrandig.
Die seitenständigen Blütenstände sind traubig oder zum Ende des Blütenstandes fast rispenförmig. Die Tragblätter sind zunächst sehr klein, eines der Vorblätter vergrößert sich jedoch mit der Fruchtreife stark, ist dann papierartig und deutlich netzartig geadert. Die Vorblätter sind winzig.
Die zwittrigen Blüten sind radiärsymmetrisch und fünfzählig mit doppelter Blütenhülle. Die fünf Kelchblätter sind nahezu gleich groß. Die Krone ist weiß oder rötlich gefärbt, radförmig oder breit glockenförmig und tief gelappt. Die fünf Staubblätter sind nahe der Basis der Kronröhre mit dieser verwachsen und können über die Krone hinausragen. Es sind fünf Staubblätter vorhanden. An der Basis können die Staubfäden fein behaart sein. Die Pollenkörner sind nicht stachelig. Der Fruchtknoten ist in zwei Kammern geteilt, wobei die Kammerwand nicht vollständig ausgeprägt sein kann. Jede Kammer enthält zwei Samenanlagen. Die zwei kurzen Griffel stehen frei voneinander und tragen mehr oder weniger gelappte, schildförmige oder nierenförmige Narben.
Die relativ kleinen, unbehaarten Kapselfrüchte öffnen sich über vier Klappen und enthält einen einzelnen Samen. Die Samen sind kugelförmig, glatt und unbehaart.

## Systematik und Verbreitung
Die Gattung  Neuropeltis wurde 1824 durch Nathaniel Wallich aufgestellt. Die Typusart ist Neuropeltis racemosa Wall.
Innerhalb der Convolvulaceae wird die Gattung Neuropeltis nach molekularbiologischen Erkenntnissen vorläufig in die Tribus Cresseae eingeordnet.
Etwa zehn Neuropeltis-Arten haben Verbreitungsgebiete im westlichen Afrika, die restlichen Arten kommen in Asien vor.
In der Gattung Neuropeltis gibt es seit 2014 etwa 14 Arten:
- Neuropeltis acuminata (P.Beauv.) Benth. (Syn.: Neuropeltis vermoesenii De Wild.): Sie ist vom tropischen Westafrika bis Angola verbreitet.[3]
- Neuropeltis aenea R.D.Good: Sie ist im westlichen-zentralen tropischen Afrika verbreitet.[3]
- Neuropeltis alnifolia Lejoly & Lisowski: Sie ist von Nigeria bis zum westlichen-zentralen tropischen Afrika verbreitet.[3]
- Neuropeltis eladii Breteler: Sie wurde 2014 aus Kamerun erstbeschrieben.[3]
- Neuropeltis incompta R.D.Good: Sie ist vom tropischen Westafrika bis Zentralafrika verbreitet.[3]
- Neuropeltis indochinensis Ooststr.: Sie ist in Indochina verbreitet.[3]
- Neuropeltis laxiflora Lejoly & Lisowski: Die Heimat ist Kamerun und Gabun.[3]
- Neuropeltis maingayi Peter: Sie kommt in zwei Varietäten vor, die beide auf der Malaiischen Halbinsel verbreitet sind.[3]
- Neuropeltis malabarica Ooststr.: Sie ist im südlichen Indien verbreitet.[3]
- Neuropeltis occidentalis Breteler: Sie wurde 2010 erstbeschrieben und ist im tropischen Westafrika verbreitet.[3]
- Neuropeltis prevosteoides Mangenot: Sie komm in Liberia und der Elfenbeinküste vor.[3]
- Neuropeltis pseudovelutina Lejoly & Lisowski: Die Heimat ist Kamerun.[3]
- Neuropeltis racemosa Wall. (Syn.: Neuropeltis bracteata Griff., Neuropeltis integripetala (Merr. & Chun) C.Y.Wu, Neuropeltis intermedia Griff., Neuropeltis ovata Wall. nom. nud.): Sie ist in Myanmar, Thailand, in den chinesischen Provinzen Hainan sowie südliches Yunnan und im westlichen Malesien[3] in Malaysia sowie Indonesien verbreitet.[1]
- Neuropeltis velutina Hallier f. (Syn.: Neuropeltis anomala Pierre ex De Wild., Neuropeltis sanguinea R.D.Good, Neuropeltis velutina var. longiapiculata De Wild.): Sie ist vom westlichen-zentralen Afrika bis zum südöstlichen Nigeria verbreitet.[3]